# Araeoncus convexus
Araeoncus convexus es una especie de araña araneomorfa del género Araeoncus, familia Linyphiidae. La especie fue descrita científicamente por Tullgren en 1955.
La longitud y anchura del prosoma de la hembra es de 0,6 y 0,5 milímetros; su cuerpo mide 1,7 milímetros. La especie se distribuye por Suecia y Estonia.